# Società clericale Virgo Flos Carmeli
La Società clericale Virgo Flos Carmeli (in latino Societas clericalis "Virgo Flos Carmeli"; in portoghese Sociedade Clerical "Virgo Flos Carmeli") è una società clericale di vita apostolica di diritto pontificio: i membri di questa congregazione pospongono al loro nome la sigla E.P. (Evangelii Praeconum).

## Storia

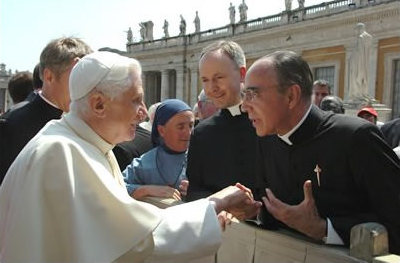
Joao Scognamiglio Clá Dias, fondatore della società, a colloquio con papa Benedetto XVI

La congregazione è sorta all'interno dell'Associazione degli Araldi del Vangelo, fondata il 7 luglio 1956 in Brasile dal terziario carmelitano João Scognamiglio Clá Dias e approvata da Emílio Pignoli, vescovo di Campo Limpo, il 21 settembre 1999.
Il Pontificio consiglio per i laici riconobbe gli Araldi del Vangelo come associazione internazionale privata di fedeli il 22 febbraio 2001.
Il 15 giugno 2005 vennero ordinati i primi sacerdoti provenienti dall'associazione e il vescovo carmelitano di Avezzano Lucio Angelo Renna eresse il ramo clericale degli Araldi del Vangelo in istituto di diritto diocesano.
La Santa Sede ha riconosciuto la Società Virgo Flos Carmeli come istituzione di diritto pontificio il 26 aprile 2009.

## Attività e diffusione
Lo scopo della compagnia è l'evangelizzazione e la santificazione del mondo attraverso la cura sacramentale e spirituale del popolo di Dio e facendo risplendere tutti gli atti della vita quotidiana.
Sono presenti in Brasile, Canada, Colombia, Ecuador, Italia, Perù, Spagna; la sede generalizia è a Caieiras, in Brasile.
Al 31 dicembre 2008 la congregazione contava 319 membri (77 dei quali sacerdoti) in 18 case.